# Juno Temple
Juno Temple (Londres, Regne Unit, 21 de juliol de 1989) és una actriu britànica. És coneguda pels seus papers a la sèrie de comèdia Ted Lasso (2020-2023) i a la cinquena temporada de la sèrie dramàtica Fargo (2023-2024). Va obtenir tres nominacions al Primetime Emmy per la primera i una nominació al Globus d'Or per a la segona.

## Primers anys
Juno Temple va néixer a la zona de Hammersmith de Londres el 21 de juliol de 1989, filla de la productora de cinema Amanda Pirie i del director de cinema Julien Temple. Té dos germans petits, Leo i Fèlix. La seua tia Nina Temple va ser l'última secretària general del Partit Comunista de Gran Bretanya. Va créixer a Taunton, Somerset, on va assistir a Enmore Primary School, després a Bedales School, tornant a Taunton per acabar al King's College.

## Carrera
Temple va començar la seua carrera com a actriu infantil a la pel·lícula de 1997 Vigo: Passion for Life, una pel·lícula sobre Jean Vigo. El seu pare la va dirigir en el paper d'Emma Southey a la pel·lícula del 2000, Pandaemonium.
Al principi de la seua carrera, va guanyar elogis de la crítica per diversos papers secundaris. Un crític va dir que va fer el seu paper a Notes on a Scandal (2006) amb "petulància i angoixa", mentre que la seua actuació com a Lola Quincey a Atonement (2007) es va qualificar d'"impressionant". Va fer una audició per interpretar a Luna Lovegood a Harry Potter i l'Orde del Fènix (2007), tot i que el paper finalment va ser per a Evanna Lynch. El 2009, Temple va interpretar Eema a la comèdia Year One al costat de Jack Black i Michael Cera, Anna a Mr. Nobody de Jaco Van Dormael i Di Radfield a l'adaptació cinematogràfica de la novel·la Cracks de Sheila Kohler. Alguns dels seus altres crèdits cinematogràfics en aquell moment inclouen Celia a St Trinian's (2007) i St Trinian's 2: The Legend of Fritton's Gold (2009), Jennifer "Drippy" Logan a Wild Child (2008) i Jane Parker a The Other Boleyn Girl (2008).
El 2010, va protagonitzar Dirty Girl d'Abe Sylvia, que es va estrenar al Festival Internacional de Cinema de Toronto. També va tenir un paper important a la pel·lícula Kaboom (2010), que va guanyar el primer premi Queer Palm. El 2011, Temple va aparéixer a l'adaptació cinematogràfica en 3D de Paul W. S. Anderson dels tres mosqueters, com a Anna d'Àustria, la reina consort de França. Aquell mateix any va interpretar a Dottie a Killer Joe, un paper que Temple va rebre després d'enviar una cinta d'audició no sol·licitada al director de càsting de la pel·lícula. També va protagonitzar la pel·lícula Little Birds de 2011 d'Elgin James. James li va oferir l'opció d'interpretar qualsevol de les dues protagonistes femenines i ella va optar per interpretar la Lily, citant que connectava més amb el personatge i "la volia alliberar". Temple i James van treballar junts a Little Birds durant dos anys, i van continuar col·laborant després, referint-se mútuament com a "millors amics" i "família" a les entrevistes. James ha dit que va crear Little Birds per honorar les dones fortes de la seua vida, inclosa Temple. Aquell mateix any, va ser nomenada Brit to Watch per l'Acadèmia Britànica de les Arts del Cinema i la Televisió.
L'any 2012, va aparéixer a The Dark Knight Rises, com una "noia gòtica intel·ligent de carrer", i va retratar Diane al conte de licantropes lesbianes Jack & Diane. El febrer de 2013, Temple va guanyar el premi EE Rising Star BAFTA, votat pel públic. El mateix any va guanyar el Premi a la millor actriu al XLVI Festival Internacional de Cinema Fantàstic de Catalunya pel seu paper a Magic Magic.
Temple va tenir un paper secundari com a Deborah Hussey a la pel·lícula de crim real Black Mass (2015), protagonitzada per Johnny Depp; i va interpretar a Jamie Vine, un assistent d'A&R de la companyia discogràfica de ficció American Century, a la sèrie de HBO Vinyl del 2016.
El 2018-2019, Temple va tenir un paper central com a filla del protagonista a la sèrie Bravo Dirty John, que més tard va ser adquirida per Netflix. El 2020, va guanyar el premi a la millor actriu al Festival de Cinema Independent de Praga pel seu paper a la pel·lícula Lost Transmissions. L'agost de 2020, Temple va començar un paper habitual com a Keeley, una antiga xicota d'un dels jugadors de l'equip i la publicista no oficial de l'equip, a la sèrie Ted Lasso d'Apple TV+.
El 2022, Temple va aparéixer a la minisèrie Paramount+ The Offer, que representava la producció de The Godfather. El 2023, Temple va aparéixer en un paper protagonista a la cinquena temporada de la sèrie d'antologia del crim estatunidenca Fargo.